# Ryton

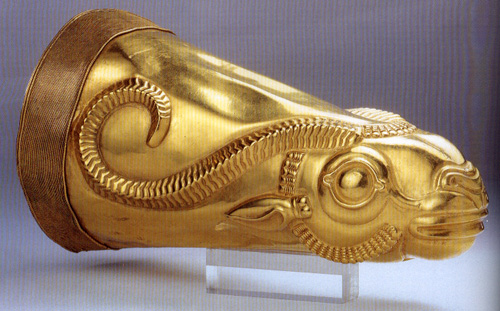
Złoty ryton z achemenidzkiej Persji odkryty w Ekbatanie

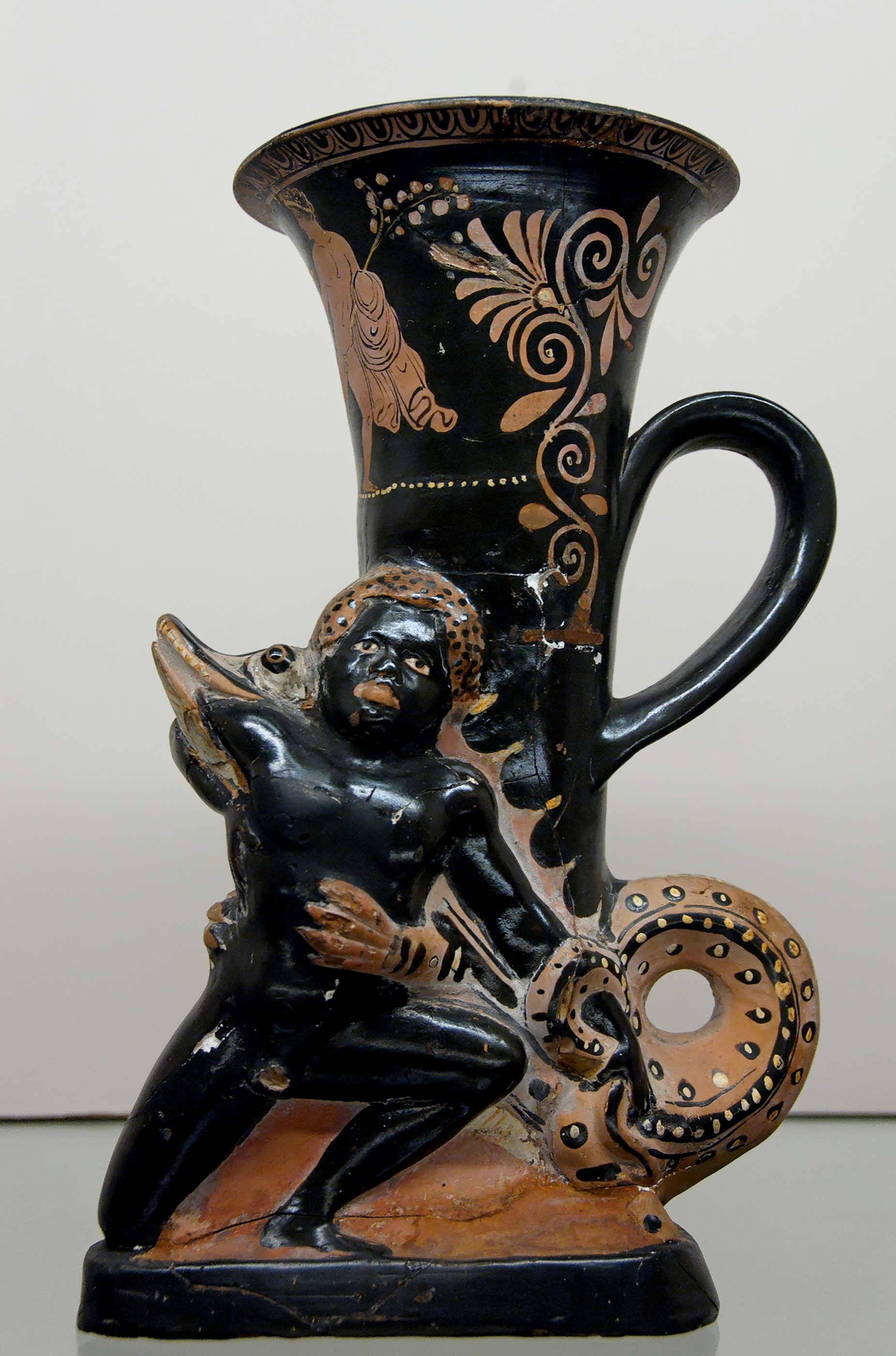
Czerwonofigurowy statyczny ryton plastyczny (Apulia, IV w. p.n.e.)

Ryton (stgr. ῥυτόν, od ῥέω – „płynę”) – starożytne naczynie w kształcie rogu służące do picia wina przy uroczystych okazjach.
Jego najstarszą i pierwotną postacią był prawdopodobnie róg woli. Używane w śródziemnomorskim kręgu kulturowym, wywodziło się z Grecji, gdzie znane było już w kulturze egejskiej (egzemplarze odnaleziono w grobach szybowych w Mykenach), a następnie rozpowszechnione w kręgu oddziaływania kultury greckiej. W Rzymie znane jako rhytium, wspomniane jest np. u Marcjalisa (Epigrammata II, 35).

## Rozwój formy
Wykonywane z gliny lub metalu, zdobione było dekoracją malarską bądź reliefową z zakończeniem w kształcie głowy ludzkiej lub zwierzęcej. Jako pozbawione stopki, można było odłożyć dopiero po wypiciu zawartości, gdyż stawiano je tylko na wylewie. Używano go do spełniania rytualnej libacji, lecz również podczas biesiad (sympozjonów). Jego nietypową formą był wytworzony w V wieku p.n.e. w ceramice greckiej ryton statyczny, wyposażony w podstawę umożliwiającą stawianie także napełnionego naczynia. Czasem mający nawet podwyższoną stopkę (jak kyliks), najczęściej przyjmował postać figuralnego naczynia (Murzyna, satyra, sfinksa, kobiety, Heraklesa), tylko zakończonego w górnej części formą rytonu.
Wyodrębnioną odmianą konstrukcyjną tego naczynia był keras (κέρας) – również wzorowany na wolim róg do picia, często zakończony protomą zwierzęcą; wyrób ceramiczny lub metalowy, który ponownie przyjął się u Greków w VI wieku p.n.e. według pierwowzorów mykeńskich. Zasadnicza różnica względem rytonu polegała na sposobie opróżniania naczynia: z kerasu pito z jego brzegu, natomiast w przypadku rytonu – z zatykanego końca, podczas gdy szeroki wlewowy otwór służył do jego napełniania.  